# ROSA26
ROSA26 (englisch Reverse Oriented Splice Acceptor, Clone 26) bezeichnet eine Stelle im Genom von Mäusen auf Chromosom 6, zwischen den Basenpositionen 113067428 und 113077333. Die offizielle Nomenklatur des Genlocus ist Gt(ROSA)26Sor.

## Eigenschaften
Die ROSA26-Position zeichnet sich durch eine gleichbleibend starke Transkription von inserierten Genen in allen Entwicklungsstadien und Zelltypen aus. Der modifizierte Genort ROSAβgeo26 in modifizierten Labormausstämmen enthält im ROSA26 Genlocus eine β-Galactosidase und eine Neomycin-Phosphotransferase als Reportergene. Zur Insertion (z. B. ein Gen-Knockin) wird unter anderem die Cre-Rekombinase verwendet.
Der Name ROSAβgeo26 bezieht sich auf den speziellen Typ des benutzten Gene-Trapping-Vektors, welcher eine Spleiss-Erkennungs-Sequenz in umgekehrter Orientierung enthält. Die Nummer 26 ist die ursprüngliche Nummer des Zellklones. Der Genort ROSA26 wurde erstmals 1991 von der Gruppe um Philippe Soriano mittels Gene-Trapping in embryonalen Stammzellen (ESC) der Maus identifiziert. Inzwischen wurden laut der MGI Datenbank mehr als 800 transgene Mauslinien produziert, bei denen verschiedene Gene an der Position von ROSA26 eingebaut wurden. Das menschliche Homolog von ROSA26 besitzt ähnliche Eigenschaften.